# Насадкино
 Насадкино — деревня в Дмитровском районе Московской области, в составе сельского поселения Куликовское. Население — 803 чел. (2010). До 1954 года — центр Насадкинского сельсовета. В 1994—2006 годах Насадкино входило в состав Зареченского сельского округа.

## Расположение
Деревня расположена на северо-западной части района, примерно в 14 км к северо-западу от Дмитрова, у истоков одного из ручьёв бассейна реки Яхромы, высота центра над уровнем моря 147 м. Ближайшие населённые пункты — примыкающее на юге Глазачево, Фофаново на юго-западе и Паньково на севере.

## Население
| 2002 | 2006 | 2010 |
| ---- | ---- | ---- |
| 698  | ↗755 | ↗803 |